# Hexaureia
Panchrysia là một chi bướm đêm thuộc họ Noctuidae.